# Lijst van schepen van de United States Navy (A)
Deze lijst geeft een overzicht van schepen die ooit in dienst zijn geweest bij de United States Navy waarvan de naam begint met een A.

## A-
- USS A-1 (SS-2, SP-1370)
- USS A-2 (SS-3)
- USS A-3 (SS-4)
- USS A-4 (SS-5)
- USS A-5 (SS-6)
- USS A-6 (SS-7)
- USS A-7 (SS-8)
- USS AA-1 (SS-52/SF-1)
- USS AA-2 (SS-60/SF-2)
- USS AA-3 (SS-61/SF-3)
- USS A. C. Powell (1861)
- USS A. Childs (1865)
- USS A. Collier (1864)
- USS A. D. Vance (1862)
- USS A. DeGroat (1863)
- USS A. G. Prentiss (1912)
- USS A. Holly (1861)
- USS A. Houghton (1852)
- USS A. J. View (1861)
- USS A. O. Tyler (1857)
- USS A1C William H. Pitsenbarger (AK-4638)
- USS Aaron V. Brown (1861)
- USS Aaron Ward (DD-132, DD-483, DD-773/DM-34)
- USS Abadejo (SS-308)
- USS Abalone (SP-208)
- USS Abarenda (AC-13/AG-14, IX-131)
- USS Abatan (AO-92/AW-4)
- USS Abbot (DD-184, DD-629)
- USS Abel P. Upshur (DD-193)
- USS Abele (AN-58)
- USS Abeona (1831)
- USS Abercrombie (DE-343)
- USS Aberdeen (1912)
- USS Abilene (PF-58)
- USS Ability (PYc-28, MSO-519, AFD-7)
- USS Abinago (YTM-493)
- USS Abingdon (PC-1237)
- USS Abiqua (T-AO-158)
- USS Able (AGOS-20)
- USS Abnaki (ATF-96)
- USS Abner Read (DD-526)
- USS Abraham (1858)
- USS Abraham Lincoln (SSBN-602, CVN-72)
- USS Absaroka (1917)
- USS Absecon (1918, AVP-23)
- USS Absegami (SP-371)
- USS Acacia (1863)
- USS Acadia (AD-42)
- USS Accelerate (ARS-30)
- USS Accentor (AMc-36, LCIL-652)
- USS Accohanoc (YTM-545)
- USS Accokeek (ATA-181)
- USS Accomac (YTL-18, APB-49, YTB-812)
- USS Acedia (SS-309)
- USS Achelous (ARL-1)
- USS Achernar (AKA-53)
- USS Achigan (YTB-218)
- USS Achilles (ARL-41)
- USS Achomawi (ATF-148)
- USS Acme (AMc-61, MSO-508)
- USS Acoma (SP-1228, YTB-701)
- USS Acontius (AGP-12)
- USS Acoupa (SS-310)
- USS Acree (DE-167)
- USS Action (PG-86)
- USS Active (1779, 1837, 1888, 1917, YT-112)
- USS Actus (SP-516)
- USS Acubens (AKS-5)
- USS Acushnet (AT-63)

## Ad-
- USS Adair (APA-91)
- USS Adak (YFB-28)
- USS Adamant (AMc-62)
- USS Adams (1799, 1874, DM-27)
- USS Adario (YTM-743/YNT-25)
- USS Adder (SS-3)
- USS Addie and Carrie (1884)
- USS Addie Douglass (1862)
- USS Addison County (LST-31)
- USS Addison F. Andrews ()
- USS Adela (1862)
- USS Adelaide (1854)
- USS Adelante (SP-765)
- USS Adelheid (1903)
- USS Adelphi (T-AG-181)
- USS Adelphi Victory (T-AG-181)
- USS Adept (AFD-23)
- USS Adhara (AK-71)
- USS Adirondack (1860, 1917, AGC-15)
- USS Adjutant (AM-351)
- USS Admirable (AM-136)
- USS Admiral (1863, SP-541, SP-967)
- USS Admiral C. F. Hughes (AP-124)
- USS Admiral D. W. Taylor (AP-128)
- USS Admiral E. W. Eberle (AP-123)
- USS Admiral F. B. Upham (AP-129)
- USS Admiral Glass (YFB-2)
- USS Admiral H. T. Mayo (AP-125)
- USS Admiral Hugh Rodman (AP-126)
- USS Admiral R. E. Coontz (AP-122)
- USS Admiral W. L. Capps (AP-121)
- USS Admiral W. M. Callaghan (AKR-1001)
- USS Admiral W. S. Benson (AP-120)
- USS Admiral W. S. Sims (AP-127)
- USS Admiralty Islands (CVE-99)
- USS Admittance (1847)
- USS Adolph Hugel (1860)
- USS Adonis (LST-83)
- USS Adopt (AMC114/AM-137)
- USS Adria (AF-30)
- USS Adrian (1911)
- USS Adriana (1798)
- USS Adroit (SP-248, AM-82, MSO-509)
- USS Advance (1850, 1862, 1917, YT-28, AMc-63, MSO-510)
- USS Advantage (ATR-41)
- USS Advent (AM-83)
- USS Adventurous (AGOS-13)
- USS Advocate (1861, AM-138))
- USS Aegir (AS-23)
- USS Aeolus (1917, AKA-47/ARC-3)
- USS Aetna (1869, SP-516)
- USS Affleck (BDE-71)
- USS Affray (AMc-112, MSO-511)
- USS Agamemnon (ID-3004)
- USS Agamenticus (1863)
- USS Agassiz ()
- USS Agate (PYC-4)
- USS Agawam (1863, AOG-6, YTB-809)
- USS Agenor (ARL-3)
- USS Agent (MSF-139)
- USS Agerholm (DD-826)
- USS Aggressive (MSO-422)
- USS Aggressor (AMc-63, AMc-64)
- USS Agile (AMc-111, MSO-421)
- USS Agwidale (1918)
- USS Ahdeek (SP-2589)
- USS Ahoskie (YTB-804)
- USS Ahrens (DE-575)
- USS Ai Filch (1863)
- USS Aide De Camp (IX-224)
- USS Aiken Victory (T-AP-188)
- USS Ailanthus (YN-57)
- USS Aileen (1896)
- USS Aimwell (BAT-7)
- USS Ainsworth (FFT-1090)
- USS Ajax (1869, AG-15, 1917, AR-6)
- USS Akbar (SP-599)
- USS Akela (SP-1793)
- USS Akron (ZRS-4)
- USS Akutan (AE-13)

## Al-
- USS Ala (YT-139)
- USS Alabama (1818, 1861, BB-8, BB-60, SSBN-731)
- USS Alabaster (PYc-21)
- USS Alacrity (SP-206, PG-87, MSO-520)
- USS Alamance (AKA-75)
- USS Alameda (SP-1040)
- USS Alameda County (LST-32)
- USS Alamingo (YT-227)
- USS Alamo (LSD-33)
- USS Alamogordo (ARD-26/ARDM-2)
- USS Alamosa (AK-156)
- USS Alamuchee (YTB-228)
- USNS Alan Shepard (T-AKE-3)
- USS Alarka (YTB-229)
- USS Alarm (1873)
- USS Alaska (1860s, 1910s, CB-1, SSBN-732)
- USS Alaskan (4542)
- USS Alatna (AOG-81)
- USS Alava Bay (CVE-103)
- USS Alazon Bay (ACV-55)
- USS Albacore (SP-571, SS-218, AGSS-569)
- USS Albany (1846, 1869, CL-23, CA-123, SSN-753)
- USS Albatross (1861, 1882, SP-1003, AM-71, YMS-80, MSC-289)
- USS Albay (1886)
- USS Albemarle (1863, 1865, AV-5)
- USS Albert Brown (SP-1050)
- USS Albert David (FF-1050)
- USS Albert DeGroat (1863)
- USS Albert J. Myer (ARC-6)
- USS Albert M. Boe (T-AKV-6)
- USS Albert T. Harris (DE-447)
- USS Albert W. Grant (DD-649)
- USS Albireo (AK-90)
- USS Albuquerque (PF-7, SSN-706)
- USS Alcalda (SP-630)
- USS Alcedo (SP-166)
- USS Alchemy (AM-141)
- USS Alchiba (AK-23)
- USS Alcona (AK-157)
- USS Alcor (AG-34, AK-259)
- USS Alcyone (AK-24)
- USS Aldebaran (AF-10)
- USS Alden (DD-211)
- USS Alderamin (AK-116)
- USS Alecto (AGP-14)
- USS Alert (1803, 1861, AS-4, 1896, SP-511)
- USS Alex Brown (1912)
- USS Alex Diachenko (DE-690)
- USS Alexander (1894)
- USS Alexander Dallas (DD-199)
- USS Alexander H. Erickson (ID-2298)
- USS Alexander Hamilton (1871, WPG-34, SSBN-617)
- USS Alexander J. Luke (DE-577)
- USS Alexandria (1862, PF-18, SSN-757)
- USS Alfred (1774)
- USS Alfred A. Cunningham (DD-752)
- USS Alfred A. Wolkyns (1863)
- USS Alfred Robb (1860)
- USS Alfred Wolf (DE-544)
- USS Alger (DE-101)
- USS Algol (AKA-54, T-AKR-287)
- USS Algoma (1868, 1869)
- USS Algonquin (1863, 1898, 1918)
- USS Algorab (AK-25)
- USS Algorma (AT-34, ATA-212)
- USS Alhena (AK-26)
- USS Alice (1898, SP-367)
- USS Alida (YT-102)
- USS Alikula Bay (CVE-95)
- USS Alkaid (AK-114)
- USS Alkes (AK-110)
- USS Allagash (AO-97)
- USS Allamakee (YTB-410)
- USS Allaquippa (YT-174)
- USS Allegan (AK-225)
- USS Allegheny (1847, 1917, ATA-179)
- USS Allen (1814, DD-66)
- USS Allen Collier (1864)
- USS Allen M. Sumner (DD-692)
- USS Allendale (APA-179)
- USS Allentown (PF-52)
- USS Alliance (1778, 1877)
- USS Alligator (1809, 1813, 1820, 1862)
- USS Allioth (AK-109)
- USS Alloway (1918, YT-170)
- USS Allthorn (YN-94, AN-70)
- USS Almaack (AK-27)
- USS Almandite (PY-24)
- USS Almax II (SP-268)
- USS Almond (YN-58)
- USS Alnaba (YTB-494)
- USS Alnitah (AK-127)
- USS Aloe (YN-1)
- USS Aloha (SP-317)
- USS Alonzo Child (1863)
- USS Alpaco (1918)
- USS Alpha (1864, SP-586)
- USS Alpine (APA-92)
- USS Alsea (AT-97)
- USS Alshain (AKA-55)
- USS Alstede (AF-48)
- USS Altair (AD-11, AKS-32, T-AKR-291)
- USS Altamaha (CVE-6, CVE-18)
- USS Althea (1862, 1863, SP-218)
- USS Alturas (PC-602)
- USS Altus (PC-568)
- USS Aludra (AK-72, AF-55)
- USS Alvarado (1895)
- USS Alvin C. Cockrell (DE-366)

## Am-
- USS Amabala ()
- USS Amador (AK-158)
- USS Amagansett ()
- USS Amalia ()
- USS Amalia IV ()
- USS Amanda ()
- USS Amanda Moore ()
- USS Amaranth ()
- USS Amaranthus ()
- USS Amazon ()
- USS Amazonas ()
- USS Ambala ()
- USS Amber (PYc-6)
- USS Amberjack (SS-219, SS-522)
- USS Ameera ()
- USS Amelia ()
- USNS Amelia Earhart (T-AKE-6)
- USS America (1782, 1905?, CV-66)
- USS American (, )
- USS American Cormorant (AK-2062)
- USS American Explorer (AOT-165)
- USS American Legion (AP-35)
- USS Amesbury (DE-66/APD-46)
- USS Amethyst (PYc-3)
- USS Amherst ()
- USS Amick (DE/FF-168)
- USS Ammen (DD-35, DD-527)
- USS Ammonoosuc ()
- USS Ammonusuc ()
- USS Ampere ()
- USS Ampere (ADG-11)
- USS Amphetrite ()
- USS Amphion (1899, AR-13)
- USS Amphitrite (1869, BM-2, ARL-29)
- USS Amsterdam (CL-59, CL-101)
- USS Amycus ()
- USS Anacapa (AG-49)
- USS Anacortes ()
- USS Anacostia (, )
- USS Anacostia ()
- USS Anacot ()
- USS Anado ()
- USS Anamosa ()
- USS Anaqua ()
- USS Anchor ()
- USS Anchorage (LSD-36, LPD-23)
- USS Ancon (, )
- USS Andalusia ()
- USS Anderson (DD-411)
- USS Anderton ()
- USS Andradite ()
- USS Andralite ()
- USS Andres ()
- USS Andrew Doria (1775, IX-132)
- USS Andrew J. Higgins (T-AO-190)
- USS Andrew Jackson (1832, SSBN-619)
- USS Andrews ()
- USS Andromeda ()
- USS Androscoggin ()
- USS Anemone (1864, 1908)
- USS Anemone IV (SP-1290)
- USS Angler (SS-240)
- USS Anguilla Bay ()
- USS Aniwa ()
- USS Ankachak ()
- USS Anna ()
- USS Anna B. Smith ()
- USS Annabelle ()
- USS Annapolis (PG-10, PF-15, AGMR-1, SSN-760)
- USS Annawan ()
- USS Anne Arundel ()
- USS Annie ()
- USS Annie E. Gallup ()
- USS Anniston ()
- USS Annoy ()
- USS Anoka (PC-571, YTB-810)
- USS Antaeus ()
- USS Antares (AG-10, AK-258, AKR-294)
- USS Antelope (P1861, IX-109, PG-86)
- USS Anthedon ()
- USS Anthony (DD-172, DD-515)
- USS Anticline ()
- USS Antietam (1864, CV-36, CG-54)
- USS Antigo (, )
- USS Antigone (, )
- USS Antigua ()
- USS Antilla ()
- USS Antioch ()
- USS Anton Dohrn (1911)
- USS Antona (1862, IX-133)
- USS Antona ()
- USS Antrim (AK-159, FFG-20)
- USS Anzio (CVE-57, CG-68)

## Ap-
- USS Apache (YF-176, 1891, SP-729, ATF-67, ATF-172)
- USS Apalachicola (YTB-767)
- USS Apex ()
- USS Aphrodite ()
- USS Apogon (SS-308)
- USS Apohola ()
- USS Apollo (AS-25)
- USS Apopka ()
- USS Appalachian ()
- USS Appanoose ()
- USS Appling (APA-58)
- USS Aquamarine (PYc-7)
- USS Aquarius ()
- USS Aquidneck ()
- USS Aquila (PHM-4)
- USS Ara ()
- USS Arabia ()
- USS Arabian ()
- USS Arago ()
- USS Aramis ()
- USS Aranca ()
- USS Araner ()
- USS Arapaho (, )
- USS Arapahoe ()
- USS Arawak ()
- USS Arawan II ()
- USS Arayat (, )
- USS Arbiter ()
- USS Arbutus ()
- USS Arcade ()
- USS Arcadia (SP-856, 1896, AD-23)
- USS Arcady ()
- USS Arcata (, , )
- USS Arch ()
- USS Archer ()
- USS Archerfish (SS-311, SSN-678)
- USS Arco (, )
- USS Arctic (1855, 1873, 1913, AF-7, AOE-8)
- USS Arcturus (SP-182, SP-593, AK-12, AK-18, AF-52)
- USS Ardennes ()
- USS Ardent (SP-680, AM-340, MCM-12)
- USS Arenac ()
- USS Arequipa ()
- USS Arethusa (, , )
- USS Argentina ()
- USS Argo ()
- USS Argonaut (SS-166, SS-475)
- USS Argonne (1916, AP-4/AG-31)
- USS Argos (1869)
- USS Argosy ()
- USS Argus (1803, PY-14)
- USS Arided (AK-73)
- USS Ariel (1777, 1813, 1831, 1862, AF-22)
- USS Aries (1862, AK-51, PHM-5)
- USS Arikara (AT/ATF-98)
- USS Aristaeus ()
- USS Arivaca ()
- USS Arizona (1859, 1865, BB-39 gezonken in Pearl Harbor)
- USS Arizonan ()
- USS Arkab ()
- USS Arkansas (1863, BM-7, BB-33, CGN-41)
- USS Arleigh Burke (DDG-51)
- USS Arletta ()
- USS Arlington (AP-174, AGMR-2, LPD-24)
- USS Armada ()
- USS Armadillo ()
- USS Armeria ()
- USS Armislead Rust ()
- USS Armstrong County (LST-57)
- USS Arneb (LKA-56)
- USS Arnillo ()
- USS Arnold J. Isbell (DD-869)
- USS Aroostook (, , )
- USS Arrowhead ()
- USS Arrowsic ()
- USS Arroyo ()
- USS Artemis (, , )
- USS Arthur ()
- USS Arthur L. Bristol (APD-97)
- USS Arthur Middleton (AP-55/APA-25)
- USS Arthur W. Radford (DD-968)
- USS Artigas ()
- USS Artisan ()
- USS Artmar III ()
- USS Arundel ()
- USS Arval ()
- USS Arvilla ()
- USS Arvonian ()

## As-
- USS Ascella ()
- USS Ascension ()
- USS Ascutney ()
- USS Ash ()
- USS Asheboro (PCE-882)
- USS Asher J. Hudson ()
- USS Asheville (PG-21, PF-1, PGM-84, SSN-758)
- USS Ashland (LSD-1, LSD-48)
- USS Ashley ()
- USS Ashtabula (AO-51)
- USS Ashuelot (1865)
- USS Askari (ARL-30)
- USS Asp (, , )
- USS Asphalt ()
- USS Aspinet ()
- USS Aspirant ()
- USS Aspire ()
- USS Aspro (SS-309, SSN-648)
- USS Asquith ()
- USS Assail ()
- USS Assertive (AMc-65, T-AGOS-9)
- USS Assistance ()
- USS Assurance (AG-521, T-AGOS-5)
- USS Aster ()
- USS Asterion (AK-100, AF-63)
- USS Astoria (1917, CA-34, CL-90)
- USS Astrea (SP-560)
- USS Astrolabe Bay ()
- USS Astute ()
- USS Atakapa (ATF-149)
- USS Atalanta ()
- USS Atanus ()
- USS Atascosa ()
- USS Atchison County (LST-60)
- USS Athanasia ()
- USS Atheling ()
- USS Athene ()
- USS Atherton (FF-169)
- USS Atik (AK-101)
- USS Atka (AGB-3)
- USS Atlans ()
- USS Atlanta (1861, 1884, CL-51, CL-104, SSN-712)
- USS Atlantic (, )
- USS Atlantic Salvor ()
- USS Atlantida ()
- R/V Atlantis (AGOR-25) (Operated by Woods Hole Oceanographic Institution)
- USS Atlantis (SP-40)
- USS Atlas (1869, SP-2171, ARL-7)
- USS Attacker ()
- USS Attala (APA-130)
- USS Attica ()
- USS Attu (CVE-102)
- USS Atule (SS-403)
- USS Aubrey Fitch (FFG-34)
- USS Auburn (, )
- USS Aucilla (AO-56)
- USS Audacious (AGOS-11)
- USS Audrain (APA-59)
- USS Audubon ()
- USS Audwin ()
- USS Augury ()
- USS Augusta (1799, 1853, SP-946, CA-31, SSN-710)
- USS Augusta Dinsmore ()
- USS Augustus Holly (1861)
- USS Auk (, )
- USS Aulick (DD-258, DD-569)
- USS Ault (DD-698)
- USS Aurelia ()
- USS Auriga ()
- USS Aurora (SP-345)
- USS Aurore II ()
- USS Ausable ()
- USS Ausburn ()
- USS Ausburne ()
- USS Austin (1839, DE-15, LPD-4)
- USS Autauga ()
- USS Avalon ()
- USS Avenge (AMc-66, AM-423)
- USS Avenger (1863, SP-2646, MCM-1)
- USS Aventinus (ARVE-3)
- USS Avery Island ()
- USS Avis ()
- USS Avocet (, )
- USS Avoyel ()
- USS Awa (SS-409)
- USS Awahou ()
- USS Awatobi ()
- USS Ayanabi ()
- USS Aylmer ()
- USS Aylwin (1813, DD-47, DD-355, FF-1081)
- USS Azalea (, , )
- USS Azimech ()
- USS Aztec ()
- USS Azurlite ()

A · B · C · D · E · F · G · H · I · J · K · L · M · N · O · P · Q · R · S · T · U · V · W · X · Y · Z